# Lightspeed Champion
Lightspeed Champion is de artiestennaam van de Britse countryrock- en Indiepop-zanger Devonte Hynes. Momenteel heeft hij een platencontract bij Domino Records.

## Geschiedenis
Hynes werd geboren in Houston, Texas maar groeide op in Essex (Engeland) vanaf zijn tweede levensjaar.
Nadat in 2006 Hynes' oude band Test Icicles werd opgeheven, ging hij werken onder de naam Lightspeed Champion. De naam is een verwijzing naar strips die hij tekende in zijn wiskundeboek in de jaren dat hij nog op school zat. Onder zijn nieuwe artiestennaam richtte hij zich vooral op folkmuziek en in de beginjaren verscheen er een flink aantal demo's op zijn myspace en blog. Niet veel later werden deze gevolgd door officiële bootlegs, die gratis te downloaden waren. Deze bevatten covers en albums die binnen vijf uur waren geschreven en opgenomen.
Begin 2007 vertrok Lightspeed Champion, die toen inmiddels een platencontract bij Domino Records had, naar Omaha, Nebraska. Hier nam hij samen met producent Mike Mogis, vooral bekend door zijn samenwerking met Bright Eyes, zijn debuutalbum op, dat verscheen op 21 januari 2008.

## Discografie
Singles
- "Galaxy Of The Lost"
- "Midnight Surprise"
- "Tell Me What It's Worth"

Albums
- Falling Off the Lavender Bridge (21 januari 2008)

Officiële Bootlegs
- "Bad Covers EP"
- "Team Perfect Presents: Greendays 'Nimrod'"
- "I Wrote And Recorded This In Less Than Five Hours" (augustus 2007)
- "Garageband Xmas EP" (8 december, 2007)